# Atomabsorptionsspektroskopi

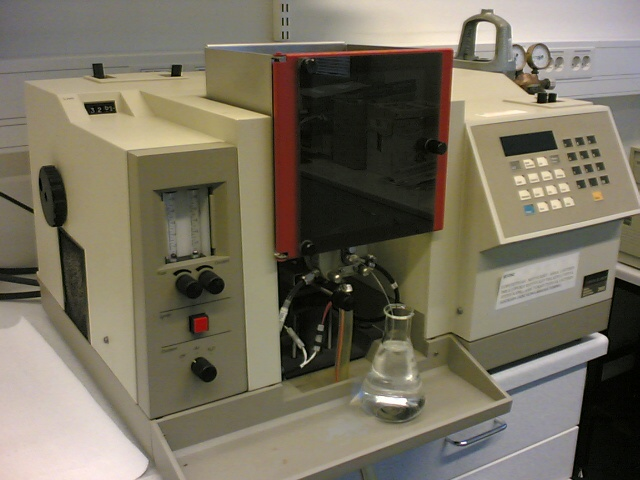
Atomabsorptionsspektroskopi

Atomabsorptionsspektroskopi (AAS) är en analysmetod med syfte att bestämma halten av metalljoner i en lösning. Lösningen sugs upp i en upphettad låga, där metalljonerna exciteras, då de absorberar det ljus som går igenom gaslågan. Ljuset är karakteristiskt för den metalljon man ska mäta halten av, och innehåller endast våglängder som metallen kan absorbera. En spektrometer mäter hur mycket ljus som absorberas, och därmed kan man beräkna halten metalljoner i lösningen. För att få tillräckligt intensivt ljus som ligger inom de smala absorptionslinjerna i metallens spektrum använder man som ljuskälla urladdningslampor med samma metaller. 